# HR Большого Пса
HR Большого Пса (лат. HR Canis Majoris), HD 46407 — двойная затменная переменная звезда типа Алголя (EA) в созвездии Большого Пса на расстоянии приблизительно 416 световых лет (около 128 парсеков) от Солнца. Видимая звёздная величина звезды — от +6,32m до +6,24m. Орбитальный период — около 452,5 суток (1,238 года).

## Характеристики
Первый компонент — оранжевый или жёлтый гигант спектрального класса G9III-Ba3 или KpBa. Эффективная температура — около 4948 К.